# Jožef (sura)
Jožef (arabsko Yusuf) je 12. sura (poglavje) v Koranu, ki jo sestavlja 111 ajatov (verzov). Je meška sura.
Med opravljanjem molitve (salata oz. namaza) pri tej suri verniki opravijo 12 ruku'jev (priklonov).